# Arthur Mohns
Arthur Mohns (* 4. Dezember 1896 in Berlin; † 1960) war ein deutscher Fußballspieler. In den Jahren 1920 bis 1922 kam er als Nationalspieler fünfmal zum Einsatz.

## Karriere

### Vereine
Mohns spielte in seiner Jugendzeit für den BFC Meteor 06 und den Berliner SC Favorit. Über den SC Minerva 93 Berlin gelangte er zum SV Norden-Nordwest. Bis 1930 spielte er als Verteidiger und Läufer für den führenden Verein aus dem Bezirk Wedding. Er feierte in der Saison 1921/22 mit dem SV Norden-Nordwest zuerst die Staffelmeisterschaft in der Oberliga Berlin, gewann die Endspiele gegen Charlottenburg zur Meisterschaft von Brandenburg und trat in der Endrunde um die Deutsche Meisterschaft gegen den  FC Viktoria Forst (1:0) und im Halbfinale gegen den 1. FC Nürnberg (0:1) an. Auch der spätere Nationalspieler Otto Montag und der spätere Trainer in Kaiserslautern, Karl Berndt, war in diesen Spielen für den SV Norden-Nordwest im Einsatz. Den Berliner Landespokal gewann er mit den Rot-Weißen im Jahr 1923.

### Auswahl-/Nationalmannschaft
Als Spieler der Auswahlmannschaft des Verbandes Brandenburgischer Ballspielvereine kam er in insgesamt 40 Spielen, davon zwischen 1919 und 1926 in sechs im Wettbewerb um den Bundespokal, zum Einsatz.
In seinen fünf Einsätzen für den DFB spielte er je zweimal gegen die Nationalmannschaften Österreichs und Ungarns sowie einmal gegen die von Finnland. Sein Debüt gab er am 26. September 1920 in Wien bei der 2:3-Niederlage gegen die Nationalmannschaft Österreichs, sein letztes am 2. Juli 1922 in Bochum beim torlosen Unentschieden gegen die Nationalmannschaft Ungarns an der Seite von Spielführer Adolf Jäger und Torhüter Theodor Lohrmann.

## Sonstiges
Parallel zu seiner Fußballkarriere arbeitete er als Bäcker. Nach dem Zweiten Weltkrieg versuchte er sich kurzzeitig als Trainer, ehe er in der Berliner Stadtverwaltung beschäftigt wurde.
Am 14. Mai 1940 beantragte er die Aufnahme in die NSDAP und wurde zum 1. Juli desselben Jahres aufgenommen (Mitgliedsnummer 8.147.312).